# 12 avril 1964
Le dimanche 12 avril 1964 est le 103e jour de l'année 1964.

## Naissances
- Amy Ray, chanteuse américaine
- Anne Caseneuve (morte le 16 novembre 2015), navigatrice française
- Claudia Jung, chanteuse et femme politique allemande
- Deryl Dodd, musicien américain
- Fabián Pedacchio, prêtre argentin, secrétaire du pape
- Johan Capiot, coureur cycliste belge
- Josep Picó
- Marc van Orsouw
- Marco Bergamo, cycliste italien
- Mark Camacho, acteur canadien
- Mark Simmonds, homme politique britannique
- Meritxell Borràs, femme politique catalane
- Ross Cheever
- Thomas Hamacher, physicien allemand

## Décès
- Barbara Henneberger (née le 4 octobre 1940)
- Christiane Aimery (née le 8 novembre 1883), écrivaine française
- Evert Willem Beth (né le 7 juillet 1908)
- Janis Ferdinands Tidemanis (né le 1er octobre 1897)